# Ahmad ibn Yusuf
Ahmad ibn Yūsuf ibn Ibrāhīm ibn Tammam al-Siddīq al-Baghdādī également connu sous les noms de Abū Ja'far Ahmad ibn Yūsuf et de Ahmad ibn Yūsuf al-Misrī (835 - 912) était un mathématicien arabe et le fils du mathématicien Yūsuf ibn Ibrāhīm (يوسف بن إبراهيم الصدَيق البغدادي).

## Biographie
Ahmad ibn Yūsuf naquit à Bagdad (aujourd'hui en Irak) mais n'y grandit pas, son père partant pour Damas dès 839. Il se rendit plus tard au Caire, à une date inconnue ; c'est alors qu'il fut connu sous le nom de « l'égyptien » (en arabe, al-Misrī), probablement à un jeune âge. Vraisemblablement, sa jeunesse se passa au sein d'un environnement stimulant, son père travaillant sur les mathématiques, l'astronomie et la médecine, produisant des tables astronomiques et étant membre d'un cercle de savants. Ahmad ibn Yūsuf eut un rôle important à jouer en Égypte, ce qui fut un des facteurs de la relative indépendance de l'Égypte vis-à-vis du calife Abbasside. Il resta en Égypte jusqu'à sa mort en 912.

## Œuvres
Un flou persiste sur la paternité de certaines œuvres attribuées à Ahmad ibn Yūsuf : sont-elles les siennes propres, ou bien celles de son père, ou encore des œuvres coécrites avec son père ? Cependant, il est clair qu'il a rédigé un livre sur les ratios et les proportions sous la forme d'un commentaire des Éléments d'Euclide et qui fut traduit en latin par Gérard de Crémone. Ce livre influença les mathématiciens européens, notamment Fibonacci. Dans son livre Des arcs similaires, il commenta le Centiloquium de Ptolémée. Pour Richard Lemay, le pseudo-Ptolémée serait en fait l'œuvre de Ahmad. Il écrivit aussi un livre sur l'astrolabe. Il inventa des techniques pour résoudre des difficultés liées aux taxes, lesquelles furent exposées plus tard dans le Liber Abaci de Fibonacci.

## Postérité
De nombreux mathématiciens font référence à son travail, parmi lesquels : Thomas Bradwardine, Jordanus Nemorarius et Luca Pacioli.

## Sources
1. ↑  Richard Lemay, Origin and success of the Kitab Thamara of Abu Ja'far Ahmad ibn Yusuf, in Proceedings of the 1st International Symposium for the History of Arabic Science, University of Aleppo (1976), Alep 1978